# Жовтокмин польовий
Жовтокмин польовий або елеостікта жовта або елеостикта жовта (Elaeosticta lutea) — вид рослин родини окружкові (Apiaceae), поширений у пд.-сх. Європі. Етимологія: лат. luteus — «жовтий».

## Опис
Багаторічник 40–80 см завдовжки. Листя з дуже розширеними черешками. Верхнє листя у вигляді піхв; до часу цвітіння і плодоношення все листя зазвичай засихає. Зонтики численні, на коротких ніжках, 6–12-променеві; обгортки (сукупність верхніх листків біля основи суцвіття) з 5 ланцетних перетинчастих листочків, обгорточки (група верхніх листків біля основи індивідуальних суцвіть) з кількох подовжено-овальних, загорнутих краями в середину листочків. Плоди темно-коричневі, 4 мм завдовжки.

## Поширення
Європа: Білорусь, Україна, пд.-зх. Росія.
В Україні зростає в степах, на полях, біля доріг у Лівобережному Лісостепу і Степу, на Правобережжі рідко (в Херсонській обл.). Входить у список регіонально рідкісних рослин Запорізької області.